# Avant de partir (chanson d'Ève Angeli)
Pour les articles homonymes, voir Avant de partir.
Avant de partir est une chanson d'Ève Angeli écrite par Michel Rostaing et sortie dans les bacs le 12 septembre 2000 en France, en Belgique francophone et en Suisse. Il s'agit du plus grand succès commercial de la chanteuse à ce jour,,, se vendant à plus de 500 000 exemplaires en France et devenant disque de platine.
La chanson est entrée en 59e position dans le classement français des ventes de single et a atteint la 4e place en novembre 2000. En Belgique francophone, le single s'est hissé jusqu'en deuxième position de l'Ultratop 40. En Suisse, le titre a atteint la vingtième place des ventes de singles. Au total, la chanson est restée classée 33 semaines en France, 17 semaines en Belgique et six semaines en Suisse,,.
En 2011, Ève Angeli sort un remix electro de la chanson.
En 2018, un remix zouk en featuring avec Francky Vincent, est inclus dans leur album commun Le Binôme Du Siècle. 